# Síofra Cléirigh Büttner
Síofra Cléirigh Büttner [ˈʃiːfɾə ˈcl̠ʲeːɾʲɪɟ] (* 21. Juli 1995 in Dublin) ist eine irische Mittelstreckenläuferin, die sich auf den 800-Meter-Lauf spezialisiert hat.

## Sportliche Laufbahn
Erste internationale Erfahrungen sammelte Síofra Cléirigh Büttner beim Europäischen Olympischen Jugendfestival 2011 in Trabzon, bei dem sie in 4:26,42 min die Silbermedaille im 1500-Meter-Lauf gewann. Im Jahr darauf erreichte sie bei den Juniorenweltmeisterschaften in Barcelona über 800 Meter das Halbfinale, in dem sie mit 2:06,70 min ausschied. 2013 wurde sie bei den Junioreneuropameisterschaften in Rieti in 2:06,23 min Achte und 2014 schied sie bei den Juniorenweltmeisterschaften in Eugene über 800 und 1500 Meter in der ersten Runde aus. 2016 qualifizierte sie sich erstmals für die Europameisterschaften in Amsterdam, bei denen sie aber mit 2:04,97 min im Vorlauf ausschied. Im Jahr darauf belegte sie bei den U23-Europameisterschaften in Bydgoszcz in 2:06,40 min den siebten Platz und wurde mit der irischen 4-mal-400-Meter-Staffel in 3:34,87 min Sechste. Zudem nahm sie an den Weltmeisterschaften in London teil, bei denen sie mit 2:06,54 min in der Vorrunde ausschied. Auch bei den Europameisterschaften in Berlin im Jahr darauf schied sie mit 2:02,80 min in der ersten Runde aus. 2019 erreichte sie bei der Sommer-Universiade in Neapel in 2:03,20 min den siebten Rang. 2021 schied sie bei den Halleneuropameisterschaften in Toruń mit 2:04,47 min in der Vorrunde aus. Kurz zuvor stellte sie in Fayetteville mit 2:00,58 min einen neuen Hallenrekord über 800 Meter auf und löste damit die nur wenige Tage alte Bestmarke von Nadia Power ab. Über die Weltrangliste qualifizierte sie sich für die Olympischen Spiele in Tokio, kam dort aber mit 2:04,62 min nicht über die erste Runde hinaus. Im Dezember belegte sie bei den Crosslauf-Europameisterschaften in Dublin in 18:06 min den vierten Platz in der Mixed-Staffel.
2022 startete sie bei den Hallenweltmeisterschaften in Belgrad und schied dort mit 2:06,99 min im Vorlauf aus. 
2016 wurde Cléirigh Büttner irische Meisterin im 800-Meter-Lauf im Freien sowie 2019 in der Halle.

## Persönliche Bestleistungen
- 800 Meter: 2:01,67 min, 29. Juni 2019 in Watford
  - 800 Meter (Halle): 2:00,58 min, 21. Februar 2021 in Fayetteville (irischer Rekord)
- 1500 Meter: 4:10,43 min, 13. Mai 2019 in Swarthmore
  - 1500 Meter (Halle): 4:09,67 min, 13. Februar 2021 in New York City